# Kyle Nakazawa
Kyle Nakazawa (Torrance, 16 marzo 1988) è un ex calciatore statunitense, di origine giapponese, di ruolo centrocampista.